# Hans Scherfig (dokumentarfilm)
Hans Scherfig er en dansk portrætfilm fra 1970 instrueret af Ole Henning Hansen og efter manuskript af Johs. Øhlenschlæger Johansen.

## Handling
En af de forfatterfilm, som boghandler Johs. Oehlenschlæger tog initiativ til. De skulle laves for eftertiden og skulle give et indtryk af den portrætterede. Det sker her med Hans Scherfig (1905-1979), som ses i sit hjem, i sin have og på vej til et af sine foredrag. Scherfig stopper sin pibe og fortæller om baggrunden for Det forsømte forår, hans berømte nøgleroman om Metropolitanskolen i København. Han afslører, hvem hovedpersonen Mogensen er, og han fortæller om sit malerarbejde og politiske engagement. Han siger selv: "Vi lever i urolige tider og det har præget mit liv og forfatterskab".